# Ryan Tyack
Ryan Tyack (ur. 2 czerwca 1991) – australijski łucznik, brązowy medalista olimpijski z Rio de Janeiro 2016. Halowy mistrz świata z 2014 roku.

## Wyniki
| Impreza            | Rok       | Miejsce          | Konkurencja   | Pozycja     |                      |      |                |               |             |
| ------------------ | --------- | ---------------- | ------------- | ----------- | -------------------- | ---- | -------------- | ------------- | ----------- |
| Impreza            | Rok       | Miejsce          | Konkurencja   | Pozycja     | Igrzyska olimpijskie | 2016 | Rio de Janeiro | indywidualnie | 33. miejsce |
| drużynowo          | . miejsce |                  |               |             | Igrzyska olimpijskie | 2016 | Rio de Janeiro |               |             |
| 2020               | Tokio     | indywidualnie    | 17. miejsce   |             | Igrzyska olimpijskie |      |                |               |             |
| 2020               | Tokio     | drużynowo        | 9. miejsce    |             | Igrzyska olimpijskie |      |                |               |             |
| Mistrzostwa świata | 2011      | Turyn            | indywidualnie | 33. miejsce |                      |      |                |               |             |
| Mistrzostwa świata | 2013      | Antalya          | indywidualnie | 33. miejsce |                      |      |                |               |             |
| Mistrzostwa świata | 2013      | Antalya          | drużynowo     | 9. miejsce  |                      |      |                |               |             |
| Mistrzostwa świata | 2015      | Kopenhaga        | indywidualnie | 33. miejsce |                      |      |                |               |             |
| Mistrzostwa świata | 2015      | Kopenhaga        | drużynowo     | 8. miejsce  |                      |      |                |               |             |
| Mistrzostwa świata | 2017      | Meksyk           | indywidualnie | 17. miejsce |                      |      |                |               |             |
| Mistrzostwa świata | 2019      | ’s-Hertogenbosch | indywidualnie | 17. miejsce |                      |      |                |               |             |
| Mistrzostwa świata | 2019      | ’s-Hertogenbosch | drużynowo     | 5. miejsce  |                      |      |                |               |             |